# Coleophora occatella
Coleophora occatella é uma espécie de mariposa do gênero Coleophora pertencente à família Coleophoridae.